# Francisco Xavier Venegas
Francisco Xavier Venegas de Saavedra y Rodríguez de Arenzana, I marqués de la Reunión de Nueva España (Zafra, 2 de diciembre de 1754-Madrid, 18 de febrero de 1838) fue un destacado militar español y virrey de Nueva España desde el 14 de septiembre de 1810 al 4 de marzo de 1813, durante la segunda fase de la guerra de Independencia de México. Le fue concedido el Marquesado de Reunión de Nueva España el 11 de octubre de 1816. Fue sustituido por el general Félix Calleja, siendo acusado por haber sido blando contra los insurgentes mexicanos.

## Biografía

### Familia
En la Villa de Zafra, día 6 de Diciembre de 1.754: Yo, Don Clemente Nicolás Pérez Calvo, Comisario del Santo Oficio, Canónigo y Cura Mayor en la Insigne Iglesia Colegial de esta dicha Villa, bauticé a Francisco Xavier, Bibiano, Juan Nepomuceno, Pedro Crisólogo, Francisco de Paula, José, Hijo de Don Francisco Venegas de Saavedra y Melgar, Caballero profeso del orden de Santiago, y de Doña Francisca de Borja Rodríguez de Arenzana y Mora su mujer, nació el dia 2 de dicho mes, fue su padrino Don Juan Joseph Rodríguez de Arenzana su abuelo, amonestándosele el parentesco espiritual y obligación de enseñarle la Doctrína Cristiana; fueron testigos Don Juan Joseph Gerónimo Ortega, Presbítero, Don Francisco Joaquín de Rivera, clérigo de menores, y Don Manuel Martínez de Tejada y lo firmé.
Acta de bautismo de Francisco J. Venegas. 6 de diciembre de 1754.

Hijo de Francisco Venegas de Saavedra Melgar y Francisca de Borja Rodríguez de Arenzana y Mora, nace en Zafra, provincia de Badajoz el 2 de diciembre de 1754.  Tuvo una única hermana de nombre Dominga Venegas, quien casó en segundo matrimonio con el noble Mateo Marín del Valle.

### Carrera militar
Comenzó estudios literarios aunque rápidamente se volcaría en la carrera militar. Obtuvo el grado de teniente coronel, tomando parte en la guerra contra Francia. Ya estaba retirado de la vida militar activa cuando Napoleón Bonaparte invadió España en la Guerra de la Independencia Española, pero volvió al ejército. Participó en la batalla de Bailén, siendo nombrado comandante jefe del ejército en Andalucía. Durante la campaña, a través de sus actos, que demostrarían su gran inteligencia, valor y energía, consigue la protección del ministro Francisco de Saavedra y escala rápidamente en la jerarquía militar. A pesar de ello, fue derrotado por los franceses en Uclés en enero de 1809.
En 1810 fue nombrado gobernador de Cádiz, donde se encontraba la sede del gobierno español que se resistía a las tropas francesas. Estuvo en este puesto hasta que la Regencia lo nombró Virrey de Nueva España.

### Virrey de Nueva España
Llegó a Veracruz el 28 de agosto de 1810, haciendo su entrada oficial el 13 de septiembre de 1810 para tomar posesión de su cargo. Una de sus primeras decisiones fue ratificar el decreto por el cual se suspendía el pago de tributos por parte de los pueblos indígenas de México y los mulatos.
Asimismo, prohibió toda publicación susceptible de propagar ideas revolucionarias entre la población e instauró tribunales de policía de carácter especial, así como una Junta Militar en la capital de todas las provincias de Nueva España.

### Insurrección
Tres días después de la entrada de Venegas en el cargo, el padre Miguel Hidalgo y Costilla lanzó públicamente lo que se conoce como el Grito de Dolores, llamando a sus fieles a la rebelión, contra el gobierno virreinal español.
Venegas comprende inmediatamente que no se trata de un problema baladí, sino que es un levantamiento de insurrección, así que ordenó rápidamente que el ejército interviniera para sofocar a los rebeldes. Las tropas abandonaron entonces la capital para ir al encuentro de los revolucionarios y se ordenó al clero que predicara en contra de los insurrectos.
Tras la toma de Celaya (21 de septiembre), Guanajuato (28 de septiembre), Zacatecas (7 de octubre) y Morelia (17 de octubre) por los rebeldes, Venegas comienza a utilizar el término de «insurgentes» (del francés insurgés, como llamaban los franceses a los españoles en la Guerra de la Independencia). Este término sigue usándose hoy en día para designarlos en México. Se hizo levantar al regimiento de Tres Villas, compuesto por tropas de Córdoba, Jalapa y Orizaba, además de un contingente de 500 esclavos negros libertos de las haciendas de Gabriel de Yermo. Estas tropas fueron mandadas por el teniente coronel Torcuato Trujillo.
El 19 de octubre, el padre Hidalgo promulgó en Valladolid (Morelia) un decreto para la liberación de los esclavos y el 29 de noviembre extiende en Guadalajara su efecto a toda Nueva España, aboliendo asimismo el pago de tributos.
Trujillo sabía que los insurgentes marchaban en dirección a la capital, desde Tepetongo a Toluca, así que hace los movimientos necesarios para ocupar esta última (Toluca está a menos de 75 km de México). Sin embargo, la ciudad tiene que ser abandonada por los realistas, que se repliegan hacia un cañón conocido como el «Monte de las Cruces». Allí, los insurgentes, bajo las órdenes de Hidalgo y de Ignacio Allende, los derrotan el 30 de octubre de 1810. Torcuato Trujillo, Agustín de Iturbide y otros dirigentes realistas consiguen escapar.

Venegas estaba entonces muy alarmado. Levanta un batallón de voluntarios que estaciona en el Paseo de Bucareli, al extremo oeste de la ciudad. No obstante, en una fase de aparente indecisión, el Padre Hidalgo, tras una serie de triunfos y viendo que la capital, sin defensa, está cerca, ordena la retirada de las tropas hacia Valladolid. Todavía hoy se desconocen las razones por las que se tomó esta decisión, la cual originaría que la guerra de la Independencia de México se extendiera once años más.

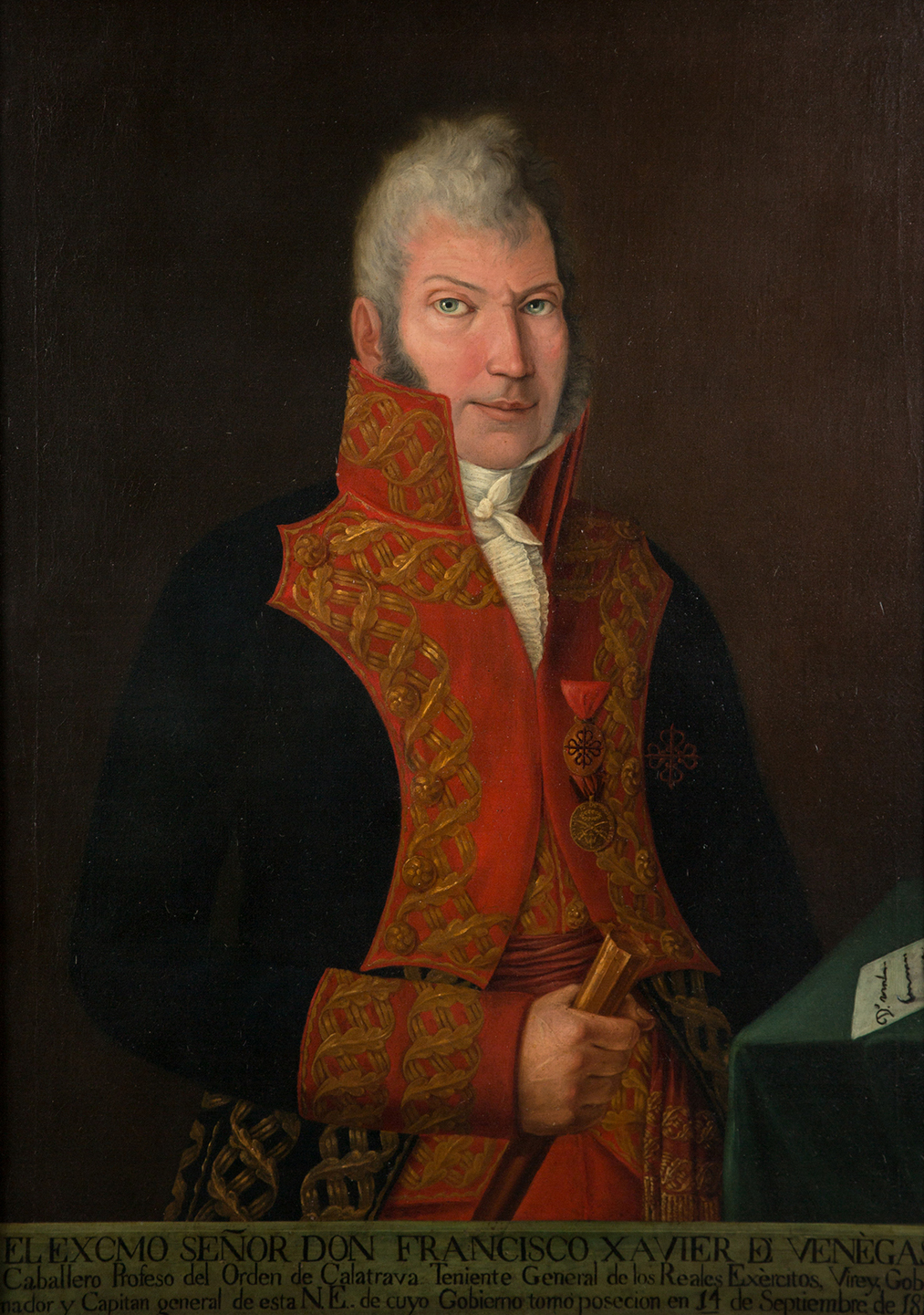
Francisco Javier Venegas (1754-1838), que llegó a ser virrey de la Nueva España y capitán general de Galicia.

Tras la sorprendente retirada de los insurgentes, Venegas comienza una acción decisiva para reencontrarlos. Ordena al general Félix Calleja venir en auxilio de la capital desde San Luis Potosí. En su marcha desde Querétaro a México, Calleja se encuentra con los insurgentes en los llanos de San Jerónimo Aculco, donde los derrotó el 7 de noviembre. Otro grupo de rebeldes tomó Guadalajara, el 11 de noviembre. Calleja se apodera de Guanajuato el 25 de noviembre y Guadalajara el 21 de enero de 1811.
Calleja derrota de nuevo a los insurgentes en la batalla de Puente de Calderón el 17 de enero de 1811. Los insurrectos están a punto de alcanzar la victoria cuando una granada explota en un vagón de municiones en el campo de batalla, sembrando la confusión. Los realistas toman entonces ventaja. Una parte de los rebeldes se dispuso entonces a retirarse hacia el norte, donde esperaron hasta obtener ayuda moral y material de los Estados Unidos de América.
Sin embargo, los principales dirigentes rebeldes (Hidalgo, Allende, Juan Aldama, Jiménez y Abasolo) son hechos prisioneros en Acatita de Baján el 21 de marzo de 1811, tras la traición de Ignacio Elizondo. Fueron enviados a Chihuahua, donde el 26 de julio de 1811 fueron fusilados Allende, Aldama y Jiménez, acusados de traición. Hidalgo sería fusilado días más tarde. Abasolo por influencia de su esposa, la cual tenía relaciones importantes en el Gobierno Virreinal de la Nueva España, no fue fusilado pero fue condenado a cadena perpetua en el exilio y murió en Cádiz en 1816 por tuberculosis pulmonar.
Venegas consideró entonces que la insurrección había terminado, pero fue en ese momento cuando empezaron a llegar las noticias sobre las actividades de Ignacio López Rayón en el centro del país, así como de las victorias del padre José María Morelos al sur. Se estaban organizando partidas de guerrilleros por todo el país. Las tropas realistas fusilaban a sus prisioneros en el mismo campo de batalla y la menor sospecha de colaboración con los insurrectos era motivo de prisión. Este tipo de acciones originó que los insurgentes actuaran con una belicosidad nunca antes vista.

### La Constitución de Cádiz
La Junta de Cádiz escribe y promulga la primera Constitución española en 1812 y ordena su publicación en todas las posesiones españolas. Venegas, que está a favor del absolutismo, retarda su publicación en Nueva España hasta 24 días. Los oficiales gubernamentales de Nueva España juraron respetarla el 30 de septiembre de 1812, aunque todo quedara en papel mojado, ya que Venegas había decretado el estado de sitio. (Un año y medio más tarde, el virrey que sucedió a Venegas, el general Calleja, la declararía nula en Nueva España). Aprovechándose del estado de sitio, Venegas no pone en marcha otras órdenes de la Junta. Después de muchas vacilaciones, Venegas publica la ley sobre la libertad de prensa, para abolirla rápidamente bajo el pretexto de que «se habían cometido abusos».

### Sustitución y retorno a España
La Junta de Cádiz sanciona a Venegas por sus medidas arbitrarias, que, a su juicio, han impedido la pacificación del país. La Audiencia de México y el Partido Español de Nueva España lo acusan, sin embargo, de haber sido blando en la lucha contra la rebelión. Fue relevado en el puesto el 16 de septiembre de 1812, pero esta medida no tendría efectos hasta el 4 de marzo, cuando se invistió al general Félix María Calleja como virrey.
Venegas regresó inmediatamente a España, donde el rey Fernando VII lo recompensó concediéndole el título de marqués de la Reunión y de La Nueva España. Fue capitán general de Galicia a partir de 1818 y prócer del Reino entre 1834 y 1836. Falleció en Madrid en 1838.